# Tony Woods (cestista)
Samuel Antonio Woods jr., detto Tony (Rome, 24 gennaio 1990), è un cestista statunitense.